# Polisportiva Benevento 1974-1975
Questa voce raccoglie le informazioni riguardanti la Polisportiva Benevento nelle competizioni ufficiali della stagione 1974-1975.

## Rosa
| N. |                   | Ruolo | Calciatore          |
| -- | ----------------- | ----- | ------------------- |
|    | Italia (bandiera) | D     | Biagio Barberis     |
|    | Italia (bandiera) |       | Biasini             |
|    | Italia (bandiera) | C     | Nicola Bovari       |
|    | Italia (bandiera) | C     | Eugenio Capossela   |
|    | Italia (bandiera) | C     | Riccardo Caruso     |
|    | Italia (bandiera) | A     | Salvatore Cascella  |
|    | Italia (bandiera) |       | Chioccola           |
|    | Italia (bandiera) | D     | Giovanni Corallo    |
|    | Italia (bandiera) | D     | Gian Franco Cornaro |
|    | Italia (bandiera) |       | Di Tolla            |
|    | Italia (bandiera) | A     | Giuseppe Fichera    |
|    | Italia (bandiera) | D     | Primo Fontana       |
|    | Italia (bandiera) | D     | Carlo Fracassi      |
|    | Italia (bandiera) | P     | Santo Giordano      |

| N. |                   | Ruolo | Calciatore           |
| -- | ----------------- | ----- | -------------------- |
|    | Italia (bandiera) | A     | Gianclaudio Iannucci |
|    | Italia (bandiera) | A     | Giuseppe Izzo        |
|    | Italia (bandiera) |       | Marinone             |
|    | Italia (bandiera) |       | Moretto              |
|    | Italia (bandiera) | D     | Mauro Niccolai       |
|    | Italia (bandiera) |       | Padovano             |
|    | Italia (bandiera) | A     | Angelo Quaresima     |
|    | Italia (bandiera) | D     | Roberto Ranzani      |
|    | Italia (bandiera) | P     | Giorgio Salvatici    |
|    | Italia (bandiera) |       | Santosuosso          |
|    | Italia (bandiera) | A     | Claudio Taddeini     |
|    | Italia (bandiera) | A     | Pier Luigi Toniutto  |
|    | Italia (bandiera) | C     | Alfredo Zica         |